# دایر استریتس
دایر استریتس (به انگلیسی: Dire Straits) نام یک گروه راک انگلیسی است که بین سال‌های ۱۹۷۷ تا ۱۹۹۵ مشغول به فعالیت بود. مؤسس گروه مارک نافلر (آواز و لید گیتار) بود که به‌همراه برادر کوچکترش دیوید نافلر (ریتم گیتار)، جان ایلسلی (گیتار باس) و پیک ویترز (درامز) اعضای تشکیل دهندهٔ گروه بودند. موسیقی آن‌ها را می‌توان بلوز راکی -مانند جِی. جِی. کِیل-به‌شمار آورد که از سبک‌های جَز و کانتری تاثیرهایی گرفته و گاهی به سمت ساختار حماسی قطعات پراگرسیو راک تمایل دارد.